# Tischtennisweltmeisterschaft 1954
Die 21. Tischtennisweltmeisterschaft fand vom 5. bis 14. April 1954 in London/Wembley (England) statt.

## Übersicht
Die Ära der Asiaten bricht an: Japan gewinnt den Mannschaftswettbewerb der Herren und Damen. Bis in die heutige Zeit werden diese Wettbewerbe – von wenigen Ausnahmen abgesehen – in der Regel von japanischen oder chinesischen Mannschaften gewonnen.
Deutschland ist wieder am Start. Das Herrenteam um Conny Freundorfer belegt den 10. Platz. Mitglied dieses Teams ist auch Peter von Pierer – später lange Jahre Sportwart des DTTB. Das Saarland tritt – wie auch in anderen Sportarten – mit einer eigenen Mannschaft an.
Der Japaner und spätere ITTF-Präsident Ichirō Ogimura gewinnt den Titel im Herreneinzel gegen Tage Flisberg aus Schweden. Englands Tischtennis-Legende Richard Bergmann belegt zusammen mit dem Tschechen Ivan Andreadis den 3. Platz. Die Jugoslawen Žarko Dolinar/Vilim Harangozo (später Bundestrainer der deutschen Herren-Nationalmannschaft) gewinnen den Titel im Herren-Doppel.

## Abschneiden der Deutschen (Auszug)
Die gesamtdeutschen Mannschaften setzten sich zusammen bei den Herren aus Conny Freundorfer (München), Peter von Pierer (Bayern), Hans Rockmeier (München), Heinz Schneider (Mühlhausen in Thüringen) und Helmut Hanschmann (Jena) sowie bei den Damen aus Martha Behrens (Harsum), Hannelore Imlau (Frankfurt am Main) und Ulla Paulsen (Hamburg).

### Mannschaftswettbewerb Herren
Deutschland erreichte nur Platz 10 und wurde deshalb vom Weltverband ITTF von der Leistungskategorie I in Kategorie II zurückgestuft. Den fünf Siegen über Belgien, Schweiz, Irland, Neuseeland und Australien standen drei Niederlagen gegenüber, nämlich gegen Jugoslawien, Schweden und die CSSR.
Conny Freundorfer besiegte Adolf Šlár (CSSR), Žarko Dolinar (Jugoslawien), Brian Kennedy (England), Matei Gantner (Rumänien) sowie Bryan Merrett (England) und verlor gegen Tage Flisberg (Schweden) und Georges Roland (Belgien).
Peter von Pierer gewann gegen Hugo Urchetti (Schweiz).

### Herreneinzel
Conny Freundorfer gewann gegen Aleksandar Grujic (Jugoslawien) und verlor gegen Laszlo Földy (Ungarn).
Helmut Hanschmann besiegte den Engländer Robert Griffin, unterlag danach aber im Zeitspiel dem für England spielenden Richard Bergmann.
Hans Rockmeier schaltete Lennart Johansson (Schweden) aus, hatte dann aber gegen noch amtierenden Weltmeister Ferenc Sidó (Ungarn) keine Chance.
Peter von Pierer schied gegen den Engländer Brian Kennedy aus.
Heinz Schneider setzte sich Waldemar Duarte Pinto (Brasilien) und Miklos Sebok (Ungarn) durch, verlor danach jedoch gegen den Engländer Peter Shead.
Der Saarländer Willi Trautmann besiegte nach Freilos Owen Jaine (Neuseeland) um dann gegen den Österreicher Heribert Just zu verlieren.

### Mannschaftswettbewerb Damen
Drei Siege und drei Niederlagen bedeuteten Platz 16 für die deutsche Damenmannschaft. Das Team gewann gegen Indien, Irland und Finnland und verlor gegen Rumänien, Ungarn und Schottland.
Auch das Saarland war mit einer Damenmannschaft vertreten. Es verlor gegen Japan, Österreich, USA, Jugoslawien und Ägypten jeweils 0:3 und gewann gegen die Schweiz und Dänemark mit 3:0. Dies führte zu Platz 19 in der Endabrechnung.

### Dameneinzel
Martha Behrens besiegte in der Qualifikationsrunde Elsie Carrington (England) und unterlag der Französin Claude Rougagnou.
Anneliese Ratius schied sofort gegen Josee Wouters (Belgien) aus.
Ursula Paulsen setzte sich gegen Doris Lindblad (Finnland) durch und wurde danach von Rosalind Rowe (England) besiegt.
Hannelore Imlau verlor gegen Kathleen Best (England).

### Damendoppel
Als einzigem Damendoppel gelang Imlau/Paulsen ein Sieg, nämlich über die Däninnen Gudrun Kahns/F.Brobech. Danach unterlagen sie den Engländerinnen Joyce Seaman/Jean Winn. Herresthal/Naumann verloren sofort gegen Josee Wouters/Mary Detournay (Belgien). Das Freilos leitete Graf/Ratius kampflos in die zweite Runde, wo sie an Margaret Franks/Joyce Roberts (England) scheiterten. Auch Behrens/Bep Oosterwijk (Deutschland/Niederlande) kamen kampflos weiter, dann bedeuteten Shirley Jones/Vera Rowe (Wales) Endstation.

### Mixed
Rockmeier/Paulsen gewannen gegen die Franzosen Jean-Claude Sala/Claude Rougagnou.
Trautmann/Ratius (Saarland) kamen durch Freilos eine Runde weiter, schieden danach gegen Josip Vogrinc/Dinka Nikolic (Jugoslawien) aus.

## ITTF-Kongress
- Beim parallel stattfindenden ITTF-Kongress stellten einige Mitglieder den Antrag, Schläger mit Schaumgummibelägen zu verbieten. Solche Schläger wurden erfolgreich von japanischen Spielern benutzt. Dieser Antrag erreichte wegen zwei fehlender Stimmen nicht die erforderliche 2/3-Mehrheit (Frankreich stimmte gegen den Antrag), die Schläger waren weiterhin zulässig.
- Die Sowjetunion wurde als Mitglied in den ITTF aufgenommen.[1]

## Wissenswertes
- Erneut – nach 1951 – gewinnt das englische Zwillingspaar Diane Rowe/Rosalind Rowe den Wettbewerb Damen-Doppel.
- 12.000 Zuschauer sahen das Endspiel im Herren-Doppel.
- Žarko Dolinar war der einzige Weltmeister, der einen wissenschaftlichen Doktorgrad besaß. Er war Physiker.
- Die indische Spielerin Miss Sultana trat im Sari an.[2]
- Die Post verwendet einen Sonderstempel in Wembley vom 5. bis 14. April 1954.

## Ergebnisse
| Wettbewerb        | Rang | Sieger                                                                                                |
| ----------------- | ---- | --- |
| Mannschaft Herren | 1.   | Japan (Kazuo Kawai, Ichirō Ogimura, Yoshio Tomita, Kichiji Tamasu)                                    |
| Mannschaft Herren | 2.   | CSR (Ivan Andreadis, Josef Posejpal, Václav Tereba, Ladislav Štípek, Adolf Šlár)                      |
| Mannschaft Herren | 3.   | England (Aubrey Simons, Kenneth Craigie, Richard Bergmann, Harry Venner, Johnny Leach)                |
| Mannschaft Herren | 10.  | Deutschland (Conny Freundorfer, Helmut Hanschmann, Peter von Pierer, Hans Rockmeier, Heinz Schneider) |
| Mannschaft Herren | 13.  | Österreich (Christian Awart, Heinrich Bednar, Heribert Just, Ferdinand Schuech, Karl Wegrath)         |
| Mannschaft Herren | 24.  | Schweiz (Edy Rosner, Michel Roux, Hugo Urchetti, Georges Wassmer)                                     |
| Mannschaft Herren | 27.  | Saarland (Günter Hoffmann, Hans Krämer, Ossi Michel, Willi Trautmann, Werner Weiß)                    |
| Mannschaft Damen  | 1.   | Japan (Fujie Eguchi, Hideko Goto, Kiiko Watanabe, Yoshiko Tanaka)                                     |
| Mannschaft Damen  | 2.   | Ungarn (Éva Kóczián, Ilona Kerekes-Solyom, Gizella Lantos-Gervai-Farkas)                              |
| Mannschaft Damen  | 3.   | England (Ann Haydon, Diane Rowe, Kathleen Best, Rosalind Rowe)                                        |
| Mannschaft Damen  | 4.   | Österreich (A. Hinker, Gertrude Pritzi, Ermelinde Wertl, Friederike Lauber)                           |
| Mannschaft Damen  | 13.  | Deutschland (Martha Behrens, Hannelore Imlau, Ulla Paulsen)                                           |
| Mannschaft Damen  | 19.  | Saarland (Eva Graf, Helga Herresthal, Helga Naumann, Anneliese Ratius)                                |
| Mannschaft Damen  | 22.  | Schweiz (Monique Jaquet, Isabel Vez)                                                                  |
| Herren Einzel     | 1.   | Ichirō Ogimura – JPN                                                                                  |
| Herren Einzel     | 2.   | Tage Flisberg – SWE                                                                                   |
| Herren Einzel     | 3.   | Richard Bergmann – ENG                                                                                |
| Herren Einzel     | 3.   | Ivan Andreadis – TCH                                                                                  |
| Damen Einzel      | 1.   | Angelica Adelstein-Rozeanu – ROM                                                                      |
| Damen Einzel      | 2.   | Yoshiko Tanaka – JPN                                                                                  |
| Damen Einzel      | 3.   | Éva Kóczián – HUN                                                                                     |
| Damen Einzel      | 3.   | Fujie Eguchi – JPN                                                                                    |
| Herren Doppel     | 1.   | Žarko Dolinar/Vilim Harangozo – YUG                                                                   |
| Herren Doppel     | 2.   | Victor Barna – ENG/Michel Haguenauer – FRA                                                            |
| Herren Doppel     | 3.   | Václav Tereba/Adolf Šlár – TCH                                                                        |
| Herren Doppel     | 3.   | Ichirō Ogimura/Yoshio Tomita – JPN                                                                    |
| Damen Doppel      | 1.   | Diane Rowe/Rosalind Rowe – ENG                                                                        |
| Damen Doppel      | 2.   | Ann Haydon/Kathleen Best – ENG                                                                        |
| Damen Doppel      | 3.   | Fujie Eguchi/Kiiko Watanabe – JPN                                                                     |
| Damen Doppel      | 3.   | Gizella Lantos-Gervai-Farkas – HUN/Angelica Adelstein-Rozeanu – ROM                                   |
| Mixed             | 1.   | Ivan Andreadis – TCH/Gizella Lantos-Gervai-Farkas – HUN                                               |
| Mixed             | 2.   | Yoshio Tomita/Fujie Eguchi – JPN                                                                      |
| Mixed             | 3.   | Victor Barna/Rosalind Rowe – ENG                                                                      |
| Mixed             | 3.   | Žarko Dolinar – YUG/Ermelinde Wertl – AUT                                                             |

## Medaillenspiegel
| Rang  | Land             | Gold | Silber | Bronze | Gesamt |
| ----- | ---------------- | ---- | ------ | ------ | ------ |
| 1     | Japan            | 3    | 2      | 3      | 8      |
| 2     | England          | 1    | 1,5    | 4      | 6,5    |
| 3     | Rumänien         | 1    | 0      | 0,5    | 1,5    |
| 3     | Jugoslawien      | 1    | 0      | 0,5    | 1,5    |
| 5     | Tschechoslowakei | 0,5  | 1      | 2      | 3,5    |
| 6     | Ungarn           | 0,5  | 1      | 1,5    | 3      |
| 7     | Schweden         | 0    | 1      | 0      | 1      |
| 8     | Frankreich       | 0    | 0,5    | 0      | 0,5    |
| 9     | Österreich       | 0    | 0      | 0,5    | 0,5    |
| Total | Total            | 7    | 7      | 12     | 26     |